# Achmed Chalidowitsch Sakajew

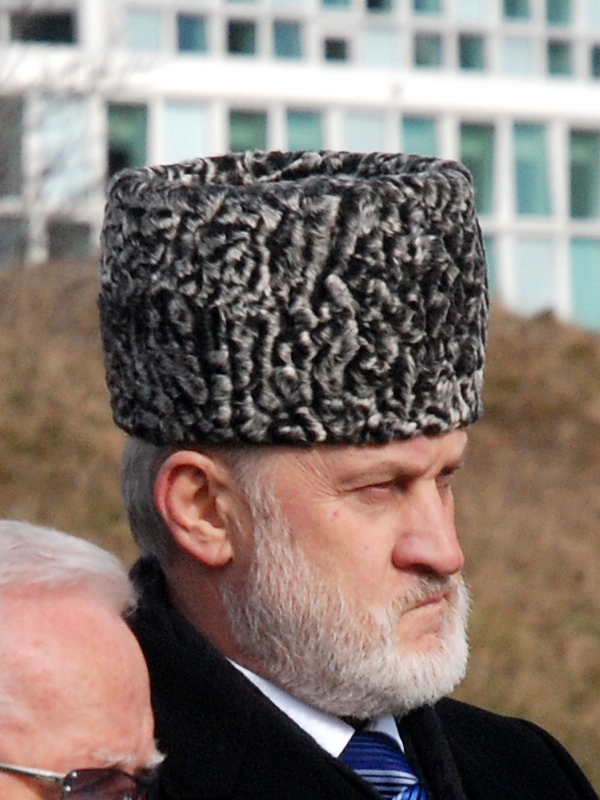
Achmed Sakajew (2018)

Achmed Chalidowitsch Sakajew (tschetschenisch Заки Хьалид кІант Ахьмад, russisch Ахме́д Хали́дович Зака́ев; * 26. April 1959 in Kirowski, Oblast Taldy-Kurgan, Kasachische SSR, UdSSR) ist ein tschetschenischer Schauspieler und späterer Politiker. Er war von November 2007 bis August 2009 Ministerpräsident einer tschetschenischen Exilregierung.

## Biographie
Sakajew wurde in Kasachstan geboren, wohin seine Familie 1944 deportiert worden war. Kurze Zeit nach seiner Geburt konnte seine Familie nach Tschetschenien in ihren Heimatort Urus-Martan zurückkehren.
Nach der Schule studierte er Choreographie und Schauspiel in Grosny und Woronesch. 1981–1990 war er Schauspieler am Schauspielhaus Chanpascha Nuradilow in Grosny. Ab 1991 war er Vorsitzender der Tschetschenischen Union der Theaterschauspieler. 1994 wurde er unter Dschochar Dudajew Kulturminister der tschetschenischen Republik Itschkerien. 1997 wurde er Außenminister.

## Außenminister unter Präsident Maschadow
Achmed Sakajew hatte 1996 die Eroberung Grosnys und 2000 die Verteidigung der Stadt maßgeblich mitorganisiert. Er war Auslandsemissär Aslan Alijewitsch Maschadows, des am 8. März 2005 getöteten tschetschenischen Präsidenten. Sakajew lebte in der Funktion des Vertreters Maschadows in Moskau. 2001 ging er in das politische Asyl nach Großbritannien, der Maschadow-Mitarbeiter Iljas Achmadow setzte sich ins US-Exil ab.
In dieser Funktion wies er die Verantwortung der offiziellen tschetschenischen Regierung für Terroranschläge der jüngsten Geschichte ab, deren Täterschaft von russischer Seite den tschetschenischen Separatisten zugeschrieben wurde. Dazu zählen der Selbstmordanschlag zweier Frauen auf ein von etwa 40.000 Menschen besuchtes Rockfestival in Moskau am 5. Juli 2003, der Selbstmordanschlag einer Frau auf die Moskauer U-Bahn am 6. Februar 2004 und die Anschläge auf zwei Flugzeuge in Russland am 24. August 2004.
Im Oktober 2002 nahm Sakajew an der Generalversammlung des tschetschenischen Weltkongresses in Kopenhagen teil. Dort wurde er auf Ersuchen der russischen Regierung am 30. Oktober festgenommen. Der Kreml verlangte die Auslieferung Sakajews nach Russland, da man ihm der Verstrickung in die blutige Geiselnahme im Moskauer Dubrowka-Theater, die sich erst wenige Tage zuvor ereignet hatte, bezichtigte. Doch aus den für die Auslieferung vorgelegten Beweismaterialien ergab sich für das dänische Gericht kein hinreichender Tatverdacht, und der Beschuldigte wurde am 2. Dezember 2002 wieder freigelassen.
Mit dem am 1. November 2006 ermordeten russischen Ex-Geheimdienstoffizier Alexander Walterowitsch Litwinenko verband ihn bis zum Tode des Russen eine Freundschaft.

## Ministerpräsident einer tschetschenischen Exilregierung
Doku Chamatowitsch Umarow war Präsident der Tschetschenischen Republik Itschkerien (Untergrundregierung der tschetschenischen Separatisten), bis er sich am 31. Oktober 2007 zum Emir des Kaukasus-Emirats erklärte. Die Ausrufung des Emirats wurde von Sakajew und anderen führenden Angehörigen der tschetschenischen Separatistenbewegung abgelehnt. Umarow wurde von ihnen nicht mehr als Staatspräsident anerkannt und am 22. November 2007 wurde Sakajew zum Ministerpräsidenten ernannt. Er kündigte später eine Feuerpause an, die ab dem 1. August 2009 eintreten sollte. Sein Einfluss auf die Widerstandskräfte endete allerdings vor den wahhabitischen Kräften und islamischen Fundamentalisten und so wurde am 25. August 2009 durch ein – von Umarow gegründetes – „Oberstes Scharia-Gericht“ eine Fatwa samt Todesurteil gegen Sakajew verkündet, da er sich zur Demokratie bekenne und Säkularisierung propagiere. Auch innerhalb der Exilregierung hatte er in dieser Zeit mit Zhalaudi Saralyapov, Vorsitzender des Exilparlaments, einen Widersacher, der Sakajew und das Exilkabinett am 23. August 2009 entließ, um die Aufgaben selbst übernehmen zu können. Saralyapov unterstellte Sakajew dabei die Überschreitung seiner Kompetenzen in den Verhandlungen mit russischen Tschetschenen. Diese Unterstellung wurde von großen Teilen der Regierung und des Parlaments als unbegründet abgelehnt.
Russland verlangte wiederholt Sakajews Auslieferung, um ihn verurteilen zu können, wie es unter anderem Adam Sultanowitsch Delimchanow im Februar 2009 und der ebenfalls tschetschenische Duma-Abgeordnete Schamsail Saraliew im Januar 2021 betonten. Am 17. September 2010 wurde Sakajew in Warschau von der polnischen Polizei auf Grund eines internationalen Haftbefehls festgenommen. Er wurde aber bereits nach wenigen Stunden wieder auf freien Fuß gesetzt, da ein Gericht in Warschau eine Untersuchungshaft ablehnte, weil Sakajew seit 2003 politisches Asyl in Großbritannien genießt. Der letzte Entscheid über den Auslieferungsantrag lag laut einem Mitarbeiter Sakajews beim polnischen Justizminister. Sakajew wollte in Polen an einem Kongress von Exil-Tschetschenen teilnehmen.
Der von Russland eingesetzte Präsident Tschetscheniens Ramsan Achmatowitsch Kadyrow versuchte mehrfach eine Rückkehr Sakajews zu erreichen, wobei er ihn einlud, ihn aber auch mit einem gewaltsamen Tod bedrohte. Zudem wurde auch die Familie Sakajews unter Druck gesetzt.

## Rolle seit 2022
Im Zusammenhang mit dem russischen Überfall auf die Ukraine reiste Sakajew am 22. Mai 2022 in die ukrainische Hauptstadt Kiew, wo er Gespräche mit Vertretern des zuständigen Verteidigungsausschusses der Werchowna Rada der Ukraine, den Abgeordneten Oleksij Hontscharenko und Mustafa Abduldschemil Dschemiljew (Vertreter der krimtatarischen Bewegung) sowie tschetschenischen Kämpfern in den Reihen der ukrainischen Streitkräfte führte. Ziel war es, gemeinsame Schritte für eine europäische Integration der Ukraine und Itschkeriens zu vereinbaren sowie die Ukraine aktiv zu unterstützen. Zudem sollte so eine Distanzierung der Tschetschenen von Kadyrow-Sympathisanten verdeutlicht werden.
Mehrere tschetschenische Widerstandsbewegungen gegen Kadyrow erkannten in dem Krieg eine Chance auf eine Verbesserung der eigenen Position und formierten zwei neue Bataillone, darunter eines mit dem Namen „Separates Spezialbataillon des Verteidigungsministeriums der Tschetschenischen Republik Itschkerien“ (ukrainisch Окремий батальйон особливого призначення Міністерства оборони Чеченської Республіки Ічкерія (ОБОП МО ЧРІ) Okremyj bataljon osoblywoho prysnatschennja Ministerstwa oborony Tschetschenskoj Respubliky Itschkerija (OBOP MO TSCHRI)), dessen Gründung Sakajew verkündete und für das er als Oberbefehlshaber agierte. Sakajew handelte hierbei als Vorsitzender des „Staatlichen Komitees für die Befreiung der Tschetschenischen Republik Itschkerien“ und betonte, dass dies im Interesse Tschetscheniens sei. Wie die bereits seit 2014 bestehenden tschetschenischen Freiwilligenbataillone (Dschochar-Dudajew-Bataillon bzw. Scheich-Mansur-Bataillon) kämpft das „Separate Spezialbataillon“ auf der Seite der Ukraine gegen Russland und Kadyrows Tschetschenenverbände.
Zudem erreichten Sakajews Verhandlungen nicht nur die Bildung einer ukrainischen Parlamentariergruppe mit dem Namen „Für einen freien Kaukasus“ durch Hontscharenko, sondern auch Anträge durch diese in der Werchowna Rada, die zum Beispiel erfolgreich die Anerkennung Itschkeriens durch die Ukraine vorschlugen oder die Verurteilung des russischen Vorgehens gegen die Tscherkessen im Jahr 1864 als Völkermord forderten. Im November 2022 organisierte Sakajew eine Konferenz von Unterstützern der Unabhängigkeit Tschetscheniens in Brüssel, an der auch verschiedene Abgeordnete des Europäischen Parlaments – wie Anna Fotyga oder Rasa Juknevičienė – sowie Vertreter aus Russland und der Ukraine, darunter Ilja Wladimirowitsch Ponomarjow, teilnahmen.
Im Juni 2024 wurde ein Haftbefehl Russlands für Sakajew verkündet, da dieser im Interesse der ukrainischen Streitkräfte handele. Zudem setzte Russland ihn auf seine Liste der Terroristen und Extremisten und kündigte die Eröffnung eines Prozesses gegen ihn vor dem „Südlichen Militärgericht“ in Rostow am Don an. Kadyrow rief derweil zur Ermordung Sakajews auf.